# Lee Gyeong-seo
Lee Gyeong-seo (kor. 이경서, * 21. März 2005) ist eine südkoreanische Tennisspielerin.

## Karriere
Lee bevorzugt Hartplätze und spielt bislang vorrangig Turniere der ITF Women’s World Tennis Tour, wo sie bisher aber noch keinen Titel gewann.
Ihre bisher größten Erfolge erzielte sie 2023, als sie ins Viertelfinale des mit 25.000 US-Dollar dotierten ITF-Turniers in Nakhon Si Thammarat einzog, wo sie gegen Sahaja Yamalapalli mit 6:0, 1:6 und 2:6 verlor. Im August scheiterte sie in der Qualifikation zum Hauptfeld im Dameneinzel des mit 100.000 US-Dollar dotierten ITF-Turniers in Maspalomas ebenso wie im September in der Qualifikation des mit 60.000 US-Dollar dotierten ITF-Turniers in Caldas da Rainha.